# Jelena Nikolić
Jelena Nikolić (Belgrado, 23 de abril de 1982) é uma jogadora de voleibol sérvia que atua como ponteira.
Atuando pela então seleção da Sérvia e Montenegro, conquistou a medalha de bronze no Campeonato Mundial de 2006, ao derrotar a Itália por 3 sets a 0, numa campanha que elevou a sua seleção a figurar entre as grandes da modalidade já que não possuía grandes resultados internacionais até então. Já competindo com a equipe da Sérvia independente, conquistou três medalhas em Campeonatos Europeus, sendo uma delas de ouro em 2011, além de pódios em Copas do Mundo (prata em 2015) e Grand Prix (bronze em 2011 e 2013). Em 2016, obteve a medalha de prata nos Jogos Olímpicos do Rio após perder para a China na final por 3–1.
A nível de clubes, ganhou os títulos europeu e mundial jogando pelo VakıfBank Istambul, da Turquia, sendo inclusive a melhor pontuadora na edição 2010–11 da Liga dos Campeões.